# La romanziera e l'uomo nero

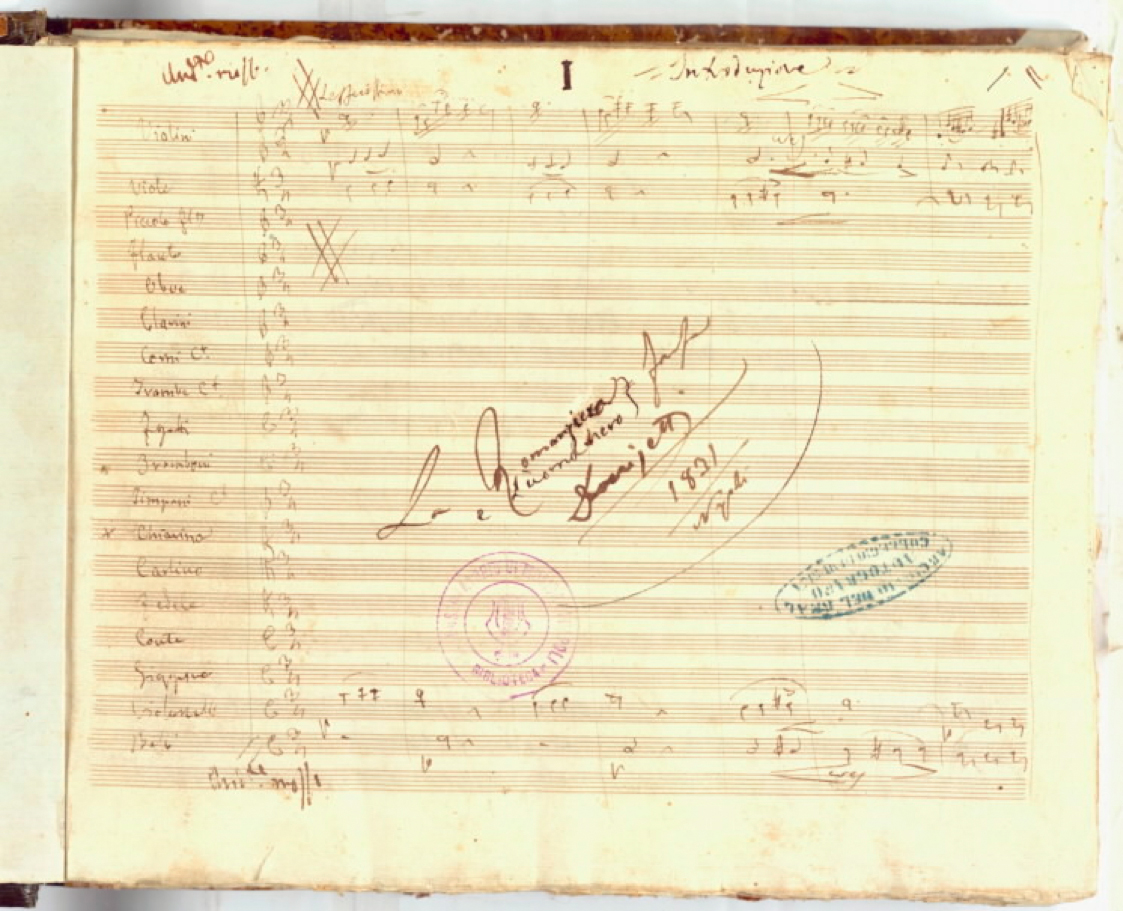
Donizettis handskrivna partitur.

La romanziera e l'uomo nero (Den romantiska kvinnan och mannen i svart) är en italiensk opera i en akt med musik av Gaetano Donizetti och libretto av Domenico Gilardoni efter pjäsen La donna dei romanzi av Augusto Bon (1819).

## Historia
Operan hade premiär den 18 juni 1831 på Teatro del Fondo i Neapel och framfördes endast en gång till. Musiken och sångtexterna har överlevt med den talade dialogen har gått förlorad, vilket medför att stora delar av handlingen inklusive slutet är okänt. 

## Personer
- Greven (il Conte) (bas)
- Antonina, hans dotter (sopran)
- Chiarina, hans brorsdotter (mezzosopran)
- Fedele, Chiarinas friare (tenor)
- Carlino, son till en av grevens vänner (tenor)
- Filidoro, mannen i svart (l'uomo nero) (baryton)
- Tommaso, hans farbror (bas)
- Trappolina, Antonias guvernant (sopran)
- Giappone, grevens hovmarskalk (bas)
- Nicola, en tjänare (bas)

## Handling
Operan parodierar romantikens avarter. Greven och hans vän baronen har bestämt att deras barn ska gifta sig med varandra. Men baronens son Carlino finner grevens dotter Antonia motbjudande på grund av hennes överspända romantik. Istället faller han för hennes naiva kusin Chiarina. Flera andra personer dyker upp inklusive guvernanten Trappolina, den mystiska mannen i svart och fyra andra figurer. Till sist lovar Antonia att tona ned sina romantisk illusioner men huruvida hon gifter sig med Carlino framgår inte.